# Communauté de communes Pays d'Évian Vallée d'Abondance
La Communauté de communes Pays d'Évian Vallée d'Abondance (CCPEVA) est une communauté de communes française située dans le département de la Haute-Savoie et la région Auvergne-Rhône-Alpes. Elle fait partie du Chablais français.
Elle est issue de la fusion en 2017 des communautés de communes du pays d'Évian et de vallée d'Abondance.

## Historique
Elle est créée à la suite du Schéma de coopération intercommunale (SDCI) prenant effet le 1er janvier 2017 car la communauté de communes de la vallée d'Abondance ne dépassait pas les 15 000 habitants (ni même le seuil de 5 000, applicable dans les zones de faible densité) imposés par la Loi NOTRe ; le projet conduit à la dissolution du SIRTOM Val d'Abondance, SIRTOM  Vacheresse-Chevenoz et du syndicat d'assainissement de la Vallée d'Abondance. Un courrier de la présidente de la CCPE du 25 mars 2015 privilégie un rapprochement avec la CC Vallée d'Abondance et une délibération du 10 février 2015 de la CC Vallée d'Abondance approuve la fusion de ces deux EPCI.
L’arrêté préfectoral est pris le 24 novembre 2016

## Composition
La communauté de communes est composée des 22 communes suivantes :

| Nom                     | Code Insee | Gentilé        | Superficie (km2) | Population (dernière pop. légale) | Densité (hab./km2) |
| ----------------------- | ---------- | -------------- | ---------------- | --------------------------------- | ------------------ |
| Publier (siège)         | 74218      | Publiérains    | 8,92             | 7 793 (2022)                      | 874                |
| Abondance               | 74001      | Abondanciens   | 58,84            | 1 536 (2022)                      | 26                 |
| Bernex                  | 74033      | Bernolands     | 22,31            | 1 450 (2022)                      | 65                 |
| Bonnevaux               | 74041      |                | 7,82             | 282 (2022)                        | 36                 |
| Champanges              | 74057      | Champangeois   | 3,71             | 1 181 (2022)                      | 318                |
| La Chapelle-d'Abondance | 74058      | Chapellans     | 37,85            | 873 (2022)                        | 23                 |
| Châtel                  | 74063      | Châtelans      | 32,19            | 1 168 (2022)                      | 36                 |
| Chevenoz                | 74073      | Chevenards     | 10,54            | 701 (2022)                        | 67                 |
| Évian-les-Bains         | 74119      | Évianais       | 4,29             | 9 224 (2022)                      | 2 150              |
| Féternes                | 74127      | Féterniants    | 14,31            | 1 520 (2022)                      | 106                |
| Larringes               | 74146      | Larringeois    | 8,07             | 1 589 (2022)                      | 197                |
| Lugrin                  | 74154      | Lugrinois      | 13,22            | 2 536 (2022)                      | 192                |
| Marin                   | 74166      | Maringons      | 5,57             | 1 921 (2022)                      | 345                |
| Maxilly-sur-Léman       | 74172      | Maxilliens     | 4,07             | 1 519 (2022)                      | 373                |
| Meillerie               | 74175      | Meillerons     | 3,91             | 301 (2022)                        | 77                 |
| Neuvecelle              | 74200      | Neuvecellois   | 4                | 3 224 (2022)                      | 806                |
| Novel                   | 74203      | Novellans      | 9,75             | 53 (2022)                         | 5,4                |
| Saint-Gingolph          | 74237      | Gingolais      | 7,33             | 907 (2022)                        | 124                |
| Saint-Paul-en-Chablais  | 74249      | Saint-Paulains | 14,45            | 2 598 (2022)                      | 180                |
| Thollon-les-Mémises     | 74279      | Thollongands   | 13,78            | 808 (2022)                        | 59                 |
| Vacheresse              | 74286      | Vacheressands  | 31,02            | 912 (2022)                        | 29                 |
| Vinzier                 | 74308      | Vinzolais      | 6,51             | 883 (2022)                        | 136                |

## Administration

### Conseil communautaire
Les 49 délégués sont ainsi répartis selon un accord local comme suit :
| Nombre de délégués | Communes                                                                 |
| ------------------ | ------------------------------------------------------------------------ |
| 9                  | Évian-les-Bains                                                          |
| 7                  | Publier                                                                  |
| 4                  |                                                                          |
| 3                  | Lugrin, Neuvecelle, Saint-Paul-en-Chablais                               |
| 2                  | Abondance, Bernex, Chatel, Feternes, Larringes, Marin, Maxilly-sur-Léman |
| 1                  | Les autres communes                                                      |

## Liste des présidents
| Période        | Période                       | Identité    | Étiquette | Qualité                                                                                  |
| -------------- | ----------------------------- | ----------- | --------- | ---------------------------------------------------------------------------------------- |
| 9 janvier 2017 | En cours (au 17 juillet 2020) | Josiane Lei | LR        | Maire d'Évian-les-Bains (2018 → ) Conseillère départementale d'Évian-les-Bains (2015 → ) |

## Compétences
La communauté de communes adhère également à deux syndicats mixtes
- Syndicat de Traitement des Ordures du Chablais
- Syndicat Intercommunal d'aménagement du chablais